# Moški spolni hormon
Moški spolni hormoni ali androgeni so pripadniki steroidnih hormonov, ki se sintetizirajo in izločajo v modu, deloma tudi v skorji nadledvičnice, ter povzročajo moške spolne znake. Glavna predstavnika sta testosteron in dihidrotestosteron, šibkejši androgeni pa so androstendion, dehidroepiandrosteron ter androsteron.

## Predstavniki
Podskupina moških spolnih hormonov, adrenalni steroidni hormoni, ki nastajajo v mrežasti plasti skorje nadledvičnice, zajemajo vse steroide z 19 ogljikovimi atomi. Delujejo kot šibki steroidni hormoni ali predhodniki drugih steroidov. Mednje sodijo dehidroepiandrosteron (DHEA), dehidroepiandrosteron sulfat (DHEA-S) in androstenedion.
Poleg testosterona med moške spolne hormone uvrščamo še:
- Dehidroepiandrosteron (DHEA) steroidni hormon, ki v skorji nadledvičnice nastaja iz holesterola. Je prvoten predhodnik naravnih estrogenov. Imenujejo ga tudi dehidroizoandrosteron ali dehidroandrosteron.

- Androstenedion (Andro) je moški spolni hormon, ki se sintetizira v modih, skorji nadledvičnice in jajčnikih. Presnovno se pretvarja v testosteron in druge androgene, predstavlja pa tudi predhodnik estrona. Njegovo uporabo za pospeševanje prirasta mišične mase so Mednarodni olimpijski odbor in druge športne organizacije prepovedale.

- Androstenediol je steroidni presnovek, ki velja za poglavitnega uravnalca izločanja gonadotropina.

- Androsteron je kemijski stranski produkt razgradnje androgenov, nastaja pa tudi iz progesterona. Ima manjši maskulinizacijski učinek, sedemkrat šibkejšega kot testosteron. V približno enakih količinah se nahaja tako pri moških kot pri ženskah v krvni plazmi in seču.

- Dihidrotestosteron (DHT) je presnovek testosterona z večjo potentnostjo od samega testosterona ter se močneje veže na androgene receptorje. Sintetizira se v skorji nadledvičnice.

## Vloge

### Razvoj pri moških

#### Razvoj mod
Pri sesalcih imajo spočetka spolne žleze sposobnost razvoja tako v moda kot v jajčnike.. Pri zarodku povzroči prisotnost kromosoma Y razvoj in rast mod, ki začnejo izločati testosteron in zaviralce Müllerjevega voda približno v 7. tednu nosečnosti. Testosteron povzroči virilizacijo Wolffovega voda, ki se razvije v obmodek, semenovod in semenjak, DHT pa spodbudi razvoj ostalih moških spolovil. Najvišje vrednosti testosterona se pri moškem zarodku pojavijo v drugem trimesečju nosečnosti, ob rojstvu pa padejo skoraj na ničlo. Nato se v prvih 6 mesecih po rojstvu sinteza testosterona veča, nato pa so njegove ravni vse do pubertete nizke.

### Puberteta
Med puberteto se proizvodnja androgenov, luteinizirajočega hormona (LH) in folikle spodbujajočega hormona (FSH) poveča. Zgodaj v puberteti postane hipotalamus manj občutljiv na zaviralne spolne hormone, kar poveča izločanje LH in FSH, posledično pa se spodbudi sinteza testosterona. Povečane vrednosti testosterona pri dečkih povzročijo najprej rast mod in tanjšanje kože mošnje. Kasneje se povečajo dolžina spolnega uda, mišična masa in kostna gostota. Glas postane globlji in začnejo rasti sramne in podpazdušne dlake.

### Zaviranje skladiščenja maščob
Moški imajo načeloma manj telesne maščobe kot ženske. Nedavne raziskave kažejo, da androgeni zavirajo skladiščenje lipidov v nekaterih maščobnih celicah, saj blokirajo signalne transdukcijske poti, ki spodbujajo normalno delovanje adipocitov.

### Mišična masa
Moški imajo običajno več skeletnomišične mase, saj androgeni pospešuejo rast celic prečnoprogastih mišic.

### Možgani
Androgeni v krvnem obtoku lahko vplivajo tudi na vedenje, saj so nekatere živčne celice občutljive na steroidne hormone. Ravni moških spolnih hormonov naj bi pri moških vplivale na uravnavanje agresije in spolne sle. Raziskave na miših, podganah in prvakih so pokazale, da lahko androgeni vplivajo na strukturne spremembe v možganih, ki povzročajo spolne razlike.

## Neobčutljivost za androgene
Zmanjšana sposobnost moškega zarodka za odzivnanje na učinke moških spolnih hormonov se lahko kaže na različne načine, vključno z neplodnostjo in interseksualizmom.